# Orkaan van het Kaapverdische type

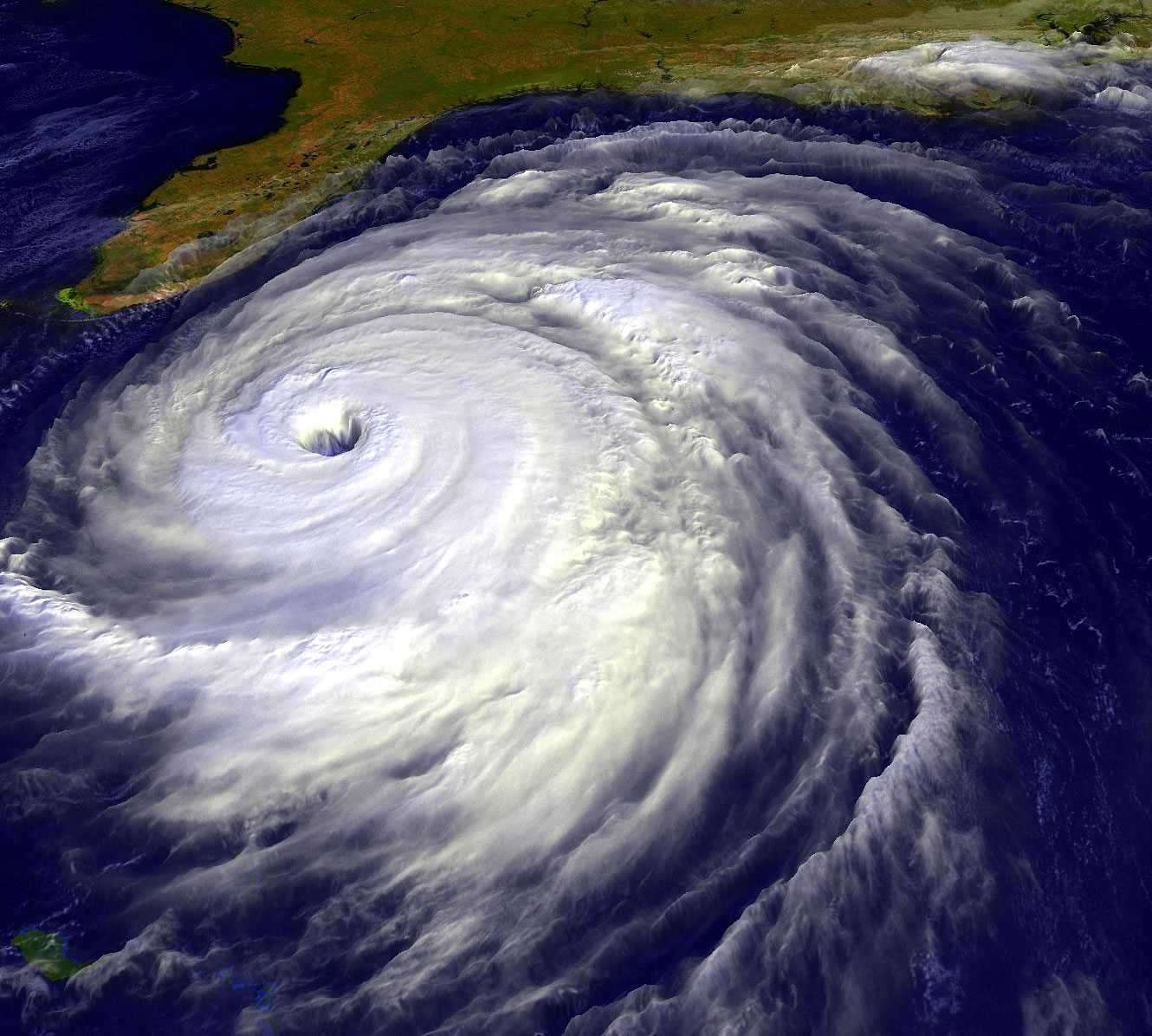
Orkaan Floyd, 1999, een orkaan van de vierde categorie en van het Kaapverdische type

Een orkaan van het Kaapverdische type is een tropische cycloon in het bassin van de Atlantische Oceaan die is ontstaan in de nabijheid van de archipel Kaapverdië.

## Oorsprong
Meestal vormt een tropische depressie zich ten zuiden van Kaapverdië uit een tropische onweersstoring die in het regenseizoen is ontstaan op de savannes van het Afrikaanse vasteland. Zulke tropische onweersstoringen trekken westwaarts de oceaan op en als de omstandigheden gunstig zijn ontwikkelen zij zich tot een tropische cycloon nabij Kaapverdië. Op het hoogtepunt van het regenseizoen (augustus en september) vertrekken soms wel drie tropische onweersstoringen per week van de Afrikaanse kust. Gemiddeld komen er twee orkanen van het Kaapverdische type per seizoen voor.
Soms ontwikkelt een Afrikaanse onweersstoring zich pas tot tropische cycloon als zij de Atlantische Oceaan is overgetrokken, bijvoorbeeld ten oosten van de Bovenwindse Eilanden of zelfs in de Caribische Zee of de Golf van Mexico. Hoewel deze onweersstoringen vaak van Afrikaanse oorsprong zijn, wordt niet gesproken van het Kaapverdische type.
Zie ook het lemma tropische golf voor meer informatie over het ontstaan van zulke storingen.

## Routes
Deze tropische cyclonen volgen meestal een van de volgende routes, waarbij over het algemeen geldt dat hoe sterker het hogedrukgebied boven de Azoren en/of Bermuda is des te westelijker en zuidelijker de koers van de tropische cycloon zal zijn en hoe zwakker het hogedrukgebied is, des te eerder de tropische cycloon de neiging zal vertonen naar het noordwesten en later naar het noorden en noordoosten af te buigen:
1. De tropische onweersstoring ontwikkelt zich tot tropische depressie ten zuiden van de archipel Kaapverdië en trekt pal westwaarts. Afbuiging naar het noorden wordt verhinderd door de rug van hoge druk die meestal heerst rond de dertigste breedtegraad (in het plaatje aangeduid met "subtropical ridge"). De depressie ontwikkelt zich tot tropische storm ten zuidwesten van Kaapverdië of halverwege de Atlantische Oceaan. Verdere ontwikkeling op deze lage breedten is vaak moeilijk, omdat de corioliskrachten zo klein zijn vlak bij de evenaar. Aan de westkant van de Atlantische Oceaan is enige afbuiging naar het noordwesten mogelijk en de tropische storm trekt voor de kust van Zuid-Amerika langs richting Bovenwindse Eilanden. Meestal promoveert de tropische storm net ten oosten van de Bovenwindse Eilanden tot orkaan of net ten westen in de Caribische Zee. Als hier de omstandigheden gunstig zijn kan de orkaan snel aan kracht toenemen en een majeure orkaan worden. De orkaan trekt verder naar het schiereiland Yucatán, over de Baai van Campeche en landt ten slotte in de staten Veracruz of Tamaulipas. Een voorbeeld van een orkaan die deze route volgde was Emily in 2005.
2. De tropische cycloon volgt een iets noordelijkere koers en komt iets oostelijker uit: de orkaan trekt noordelijker door de Bovenwindse Eilanden, schampt Puerto Rico en/of Hispaniola, trekt over Jamaica, de Kaaimaneilanden en trekt door Straat Yucatan of over het Cubaanse Pinar del Río de Golf van Mexico binnen, naar Mississippi, Alabama of het uiterste noordwesten van Florida. Een voorbeeld van zo'n orkaan was Ivan in 2004.
3. De tropische cycloon buigt nog eerder naar het noorden af en bereikt de Bovenwindse Eilanden niet. De tropische storm wordt op de oceaan een orkaan en trekt ten noordoosten van de kleine Antillen langs en komt ten oosten van de Bahama's terecht. Van hier uit trekt zo'n orkaan dan bijvoorbeeld over de Bahama's en Florida de Golf van Mexico binnen, zoals Andrew in 1992, of de orkaan trekt verder noordwestwaarts naar de Amerikaanse oostkust, zoals Isabel in 2003.
4. De rug van hoge druk bij de Azoren is zo zwak dat de storm al vroeg naar het noorden afbuigt en zijn hele bestaan op de Atlantische Oceaan doorbrengt. Deze stormen verliezen uiteindelijk boven het noorden van de Atlantische Oceaan, tussen IJsland en Noorwegen hun tropische kenmerken. Voorbeelden van dit soort stormen zijn: Cleo in 1958 of de orkaan Danielle in 2004.

## Activiteit
Meestal bepalen orkanen van het Kaapverdische type in belangrijke mate de activiteit van een seizoen. Hun ACE-waarde behoort vrijwel altijd tot de hoogste van alle andere stormen van dat seizoen en steekt er meestal met kop en schouders boven uit. Hiervoor zijn twee oorzaken:
1. Kaapverdische orkanen hebben een lange weg te gaan voordat zij land naderen, hierdoor hebben zij een relatief lange bestaansduur. Aangezien elke zes uur dat een tropische cycloon de status heeft van tropische storm of orkaan meetelt voor de ACE-waarde heeft een Kaapverdische storm een hogere ACE-waarde dan een orkaan in het Caribisch gebied of de Golf van Mexico met een korte levensduur.
2. Kaapverdische stormen brengen veel tijd door boven warm oceaanwater. Daardoor worden veel Kaapverdische stormen majeure orkanen (dat wil zeggen van de derde categorie en hoger). Veel orkanen van de vijfde categorie zijn van het Kaapverdische type (uitzondering was 2005, toen Katrina, Rita en Wilma geen van drie Kaapverdische orkanen waren). Samen met reden 1 kan dit leiden tot hoge ACE-waardes zoals Ivan in 2004 met een ACE van 70,0.

## Lijst van majeure orkanen van dit type in de geschiedenis
Hieronder volgt een lijst met voorbeelden van Kaapverdische orkanen, die de categorie 3 of meer hebben bereikt.
| Jaar | Naam                       | Categorie |
| ---- | -------------------------- | --------- |
| 1900 | Galvestonorkaan            | 4         |
| 1926 | Miami-orkaan               | 4         |
| 1928 | Okeechobee-orkaan          | 5         |
| 1938 | Long Island Express-orkaan | 5         |
| 1947 | Fort Lauderdale-orkaan     | 5         |
| 1960 | Donna                      | 5         |
| 1966 | Inez                       | 4         |
| 1980 | Allen                      | 5         |
| 1985 | Gloria                     | 4         |
| 1988 | Gilbert                    | 5         |
| 1989 | Hugo                       | 5         |
| 1992 | Andrew                     | 5         |
| 1995 | Luis                       | 4         |
| 1996 | Bertha                     | 3         |
| 1996 | Fran                       | 3         |
| 1998 | Bonnie                     | 3         |
| 1998 | Floyd                      | 4         |
| 1999 | Georges                    | 4         |
| 2000 | Alberto                    | 3         |
| 2001 | Felix                      | 3         |
| 2002 | Lili                       | 4         |
| 2003 | Fabian                     | 4         |
| 2003 | Isabel                     | 5         |
| 2004 | Frances                    | 4         |
| 2004 | Ivan                       | 5         |
| 2004 | Karl                       | 4         |
| 2005 | Emily                      | 5         |
| 2008 | Gustav                     | 3         |
| 2017 | Irma                       | 5         |